# Dāʿī
Der Dāʿī bzw. Dāʿiya (arabisch الداعي، الداعية ‚der Rufer‘, Plural دعاة / ad-duʿāt) ist eine Person, die Daʿwa betreibt, also zum islamischen Glauben oder zu einer bestimmten islamischen Lehre aufruft, wobei dies auch mit einem politischen Anspruch verbunden sein kann. Derartige Missionare spielten vor allem in der Geschichte der ismailitischen Bewegung eine wichtige Rolle. Heutzutage werden verschiedene Arten von islamischen Predigern, die in Moscheen oder auch im Fernsehen auftreten, als Duʿāt bezeichnet. Über die erforderlichen Qualifikationen existieren zum Teil sehr unterschiedliche Vorstellungen. 

## Rolle des Dāʿīs bei den Ismailiten
Bei den Ismailiten ab Ende des 9. Jahrhunderts hatte ein Dāʿī sowohl die Rolle eines Missionars, der neue Anhänger gewann und Auserwählten die ismailitische Geheimlehre verkündete, als auch die eines politischen Agenten. Die Ismailiten wollten zusammen mit dem zu erwartenden Mahdi letztlich das herrschende Bagdader Kalifat der Abbasiden stürzen. Wegen ihrer Umsturzabsichten mussten die Dāʿīs konspirativ vorgehen; in den Städten tarnten sie sich z. B. als Kaufleute. Die ismailitischen Fatimiden schufen für ihre Mission eine Propagandaorganisation. Das Netz der Missionare sorgte für Informationen aus der gesamten islamischen Welt. Nach Errichtung des Fatimidenkalifats in Ägypten wurde die ismailitische Mission sehr systematisch organisiert, mit einem Ober-Dāʿī an der Spitze. Eine innere Mission wandte sich an die Sunniten in Ägypten; ihnen wurde die schiitische Lehre nicht aufgezwungen, aber man warb für eine Konversion. In jeder Provinzhauptstadt wirkte neben dem Richter ein Dāʿī. Die äußere Mission arbeitete weiter konspirativ. Über die Dāʿīs konnte die Regierung in anderen Ländern Unruhen schüren und hatte so ein außenpolitisches Machtmittel. Die Ismailiten des mustaʿlitischen Zweiges werden noch heute von einem Ober-Dāʿī angeführt.

## Der Dāʿī im modernen Islam
Im heutigen islamischen Verständnis ist ein Dāʿī bzw. Dāʿiya jemand, der den Menschen den Islam nahebringt und sie zum Glauben ruft. Der in Qatar wirkende Rechtsgelehrte Yusuf al-Qaradawi verfasste anlässlich der ersten internationalen Daʿwa-Konferenz im Februar 1977 in Medina eine Abhandlung mit dem Titel Ṯaqāfat ad-dāʿiya („Die Bildung des Dāʿiya“), in der er die verschiedenen Bildungsvoraussetzungen behandelte, die ein gläubiger Muslim haben muss, um erfolgreiche Missionsarbeit leisten zu können. Er betonte, dass der Dāʿiya neben den verschiedenen islamischen Wissenschaften auch über eine „Realbildung“ (ṯaqāfa wāqiʿīya) verfügen müsse. Dazu gehöre die Kenntnis der „Realität der islamischen Welt“ (wāqiʿ al-ʿālam al-islāmī), der „Realität der globalen anti-islamischen Kräfte“ (wāqiʿ al-quwā al-ʿālamīya al-muʿādiya li-l-islām), der „Realität der zeitgenössischen Religionen“ (wāqiʿ al-adyān al-muʿāṣir) und anderer „Realitäten“.
Auch die Islamische Jugendbewegung von Malaysia ABIM hat in den 1980er Jahren bestimmte Charakteristiken umrissen, die ein Dāʿī erfüllen soll. Hierzu gehört, dass er sich ganz der Daʿwa-Arbeit widmet, andererseits darauf achtet, dass er sich gegenüber der Gesellschaft öffnet und sich nicht daraus zurückzieht. Er soll im Besitz von Wissen (ʿilm) sein und das Milieu kennen, in dem er Daʿwa betreibt, um auf dessen Vorstellungen eingehen zu können. Und er soll prinzipientreu, entscheidungsfreudig und vertrauenswürdig sein. Zur Ausbildung der Duʿāt hält ABIM spezielle Daʿwa-Workshops und -Seminare ab.